# Agnieszka Liszka-Dobrowolska
Agnieszka Dobrochna Liszka-Dobrowolska (ur. 21 stycznia 1973 w Bydgoszczy) – polska socjolog, dziennikarka, w latach 2007–2008 rzecznik prasowy
rządu Donalda Tuska i podsekretarz stanu w Kancelarii Prezesa Rady Ministrów.

## Życiorys
Ukończyła szkołę średnią w Stanach Zjednoczonych. Absolwentka Instytutu Dziennikarstwa i Instytutu Stosunków Międzynarodowych na Uniwersytecie Warszawskim. Doktorat z socjologii obroniła w Studium Generale Europa przy Uniwersytecie Kardynała Stefana Wyszyńskiego (na podstawie pracy zatytułowanej Ewolucja koncepcji obywatelstwa europejskiego). Uczestniczyła w trzymiesięcznym stypendium w Oksfordzie.
Pracowała jako dziennikarka Warszawskiego Ośrodka Telewizyjnego, była rzeczniczką prasową Andrzeja Olechowskiego w trakcie kampanii prezydenckiej w 2000 i samorządowej w 2002. Była też rzeczniczką prasową PZU, zajmowała się komunikacją w KPMG oraz odpowiadała za kontakty zewnętrzne w polskim oddziale McKinsey & Company.
16 listopada 2007 objęła stanowisko rzecznika prasowego rządu Donalda Tuska. W tym samym miesiącu została także podsekretarzem stanu w Kancelarii Prezesa Rady Ministrów. 1 lipca 2008 ustąpiła z obu stanowisk. Następnie była prezesem zarządu w wydawnictwie Kurhaus Publishing, specjalizującym się w literaturze biznesowej, będąc również wspólnikiem tego przedsiębiorstwa. W 2020 weszła w skład zarządu fundacji Climate Strategies Poland.
Jest córką Dobrochny Kędzierskiej-Truszczyńskiej, dziennikarki i posłanki na Sejm kontraktowy.